# Albert Girard
Albert Girard (ur. 1595 Saint-Mihiel – zm. 8 grudnia 1632 Lejda) – francuski matematyk.
Zajmował się szerzej takimi dziedzinami jak algebra oraz geometria. Kontynuator myśli Viète’a.
Do najważniejszych jego osiągnięć należy zaliczyć:
- wprowadzenie w sposób systematyczny liczb względnych,
- sformułowanie podstawowego twierdzenia algebry,
- podanie wzoru na pole powierzchni trójkąta sferycznego.